# Melochia hassleriana
Melochia hassleriana là một loài thực vật có hoa trong họ Cẩm quỳ. Loài này được Chodat mô tả khoa học đầu tiên năm 1901.